# Finnsjön, Småland
Finnsjön är en sjö i Värnamo kommun i Småland och ingår i Lagans huvudavrinningsområde. Sjön är 7 meter djup, har en yta på 0,0446 kvadratkilometer och är belägen 207,1 meter över havet. Sjön avvattnas av vattendraget Tomtabäcken.

## Delavrinningsområde
Finnsjön ingår i det delavrinningsområde (633346-140689) som SMHI kallar för Mynnar i Lången. Avrinningsområdets medelhöjd är 205 meter över havet och ytan är 19,04 kvadratkilometer. Det finns inga delavrinningsområden uppströms utan avrinningsområdet är högsta punkten. Tomtabäcken som avvattnar avrinningsområdet har biflödesordning 3, vilket innebär att vattnet flödar genom totalt 3 vattendrag innan det når havet efter 165 kilometer. Delavrinningsområdet består mestadels av skog (80 procent). Avrinningsområdet har 0,27 kvadratkilometer vattenytor vilket ger det en sjöprocent på 1,4 procent.